# Hexatoma pendleburyi
Hexatoma pendleburyi är en tvåvingeart som först beskrevs av Edwards 1928.  Hexatoma pendleburyi ingår i släktet Hexatoma och familjen småharkrankar. Inga underarter finns listade i Catalogue of Life.